# FA Cup (Thailand) 2012
Der thailändische FA Cup 2012 (thailändisch ไทยเอฟเอคัพ) war die 17. Saison eines Ko-Fußballwettbewerbs in Thailand. Der FA Cup wurde von Thaicom gesponsert und war aus  Sponsoringzwecken als Thaicom FA Cup bekannt. Das Turnier wurde vom thailändischen Fußballverband organisiert. Das Turnier begann mit der  Qualifikationsrunde am 25. April 2012 und endete mit dem Finale am 4. November 2012.

## Termine
| Runde               | Datum                |
| ------------------- | -------------------- |
| Qualifikationsrunde | 25./26. April 2012   |
| 1. Runde            | 2. Mai 2012          |
| 2. Runde            | 9./16. Mai 2012      |
| 3. Runde            | 1./15. August 2012   |
| Achtelfinale        | 29. August 2012      |
| Viertelfinale       | 3. Oktober 2012      |
| Halbfinale          | 24./25. Oktober 2012 |
| Finale              | 4. November 2012     |

## Qualifikationsrunde
|                            | Ergebnis        |                                 |
| -------------------------- | --------------- | ------------------------------- |
| 25. April 2012             |                 |                                 |
| Trat FC                    | 5:0             | Visut Rangsi                    |
| Kasem Bundit University FC | 2:1             | Phetchaburi FC                  |
| Sakaeo United              | 3:1             | Tak FC                          |
| Ratchaphruek College       | 1:1 (5:3 i. E.) | Angthong FC                     |
| Udon Thani FC              | 1:1 (4:5 i. E.) | RBAC BEC Tero Sasana FC         |
| Ranong FC                  | 1               | Samut Prakan Customs United FC  |
| Kasetsart University FC    | 4:0             | Nakhon Si Thammarat FC          |
| Ayutthaya FC               | 2:0             | Air and Coastal Defence Command |
| Samut Prakan United FC     | 1:1 (3:5 i. E.) | Prachuap Khiri Khan FC          |
| Thai Airways-Look Isan FC  | 1:2             | Rayong FC                       |
| Samut Prakan FC            | 0:2             | Loei City FC                    |
| Maptaphut Rayong FC        | 2:1             | Thai Railway SA                 |
| TPK Sriracha               | 2:2 (5:4 i. E.) | Pattaya 8 School                |
| Donmuang Police Station    | 2:2 (3:5 i. E.) | Krung Thonburi FC               |
| Kaokhwang Municipality     | 1:2             | Thai Honda FC                   |
| Roi Et United FC           | 2:2 (5:4 i. E.) | Royal Thai Fleet FC             |
| Pattaya City FC            | 2:1             | Rangsit FC                      |
| Hatyai FC                  | 6:1             | Chiangrai City FC               |
| Kamphaengphet FC           | 2:0             | Lamphun Warrior FC              |
| 26. April 2012             |                 |                                 |
| Prachinburi United FC      | 2:1             | Pratuang Tip                    |

## 1. Runde
|                         | Ergebnis        |                            |
| ----------------------- | --------------- | -------------------------- |
| 2. Mai 2012             |                 |                            |
| Trat FC                 | 2:0             | Kasem Bundit University FC |
| Ratchaphruek College    | 1:1 (5:3 i. E.) | Sakaeo United FC           |
| RBAC BEC Tero Sasana FC | 2:1             | Ranong FC                  |
| Ayutthaya FC            | 1:0             | Kasetsart University FC    |
| Rayong FC               | 3:1             | Prachuap Khiri Khan FC     |
| TPK Sriracha            | 0:1             | Maptaphut Rayong FC        |
| Krung Thonburi FC       | 3:1             | Loei City FC               |
| Thai Honda FC           | 1:0             | Prachinburi United FC      |
| Roi Et United FC        | 1:1 (4:5 i. E.) | Pattaya City FC            |
| Hatyai FC               | 1:0             | Kamphaengphet FC           |
| Paknampho NSRU FC       | 3:3 (5:3 i. E.) | ThonBuri University        |

## 2. Runde
|                         | Ergebnis        |                      |
| ----------------------- | --------------- | -------------------- |
| 9. Mai 2012             |                 |                      |
| Phattalung FC           | 0:1             | Suphanburi FC        |
| PTT Rayong FC           | 3:2             | Sriracha FC          |
| Air Force United        | 1:2             | Songkhla FC          |
| RBAC BEC Tero Sasana FC | 1:2             | Ratchaburi Mitr Phol |
| Bangkok United          | 4:0             | Thai Honda FC        |
| Paknampho NSRU FC       | 0:1             | Rayong FC            |
| Hatyai FC               | 2:1             | Krung Thonburi FC    |
| Siam Navy FC            | 0:3             | Ayutthaya FC         |
| Maptaphut Rayong FC     | 2:3             | Nakhon Ratchasima FC |
| Trat FC                 | 1               | Phuket FC            |
| 16. Mai 2012            |                 |                      |
| J.W. Rangsit FC         | 1:4             | Krabi FC             |
| Ratchaphruek College    | 1:1 (4:5 i. E.) | Bangkok FC           |
| Khon Kaen FC            | 4:1             | Pattaya City FC      |
| Raj Pracha Thailand FC  | 2:1             | Chanthaburi FC       |

## 3. Runde
|                    | Ergebnis           |                        |
| ------------------ | ------------------ | ---------------------- |
| 1. August 2012     |                    |                        |
| Suphanburi FC      | 2:1 n. V.          | Bangkok FC             |
| Chainat FC         | 1:0                | TOT SC                 |
| Bangkok Glass      | 3:0                | Osotspa Saraburi FC    |
| Police United      | 0:0 (6:5 i. E.)    | Wuachon United FC      |
| Ayutthaya FC       | 2:1 n. V.          | Krabi FC               |
| Buriram United     | 3:2                | Chonburi FC            |
| Army United        | 11:1 1 (4:5 i. E.) | Trat FC                |
| Pattaya United     | 0:1                | BEC Tero Sasana FC     |
| Muangthong United  | 2:1                | Hayai FC               |
| BBCU FC            | 0:1                | Ratchaburi Mitr Phol   |
| Rayong FC          | 2:3 n. V.          | Thai Port FC           |
| 15. August 2012    |                    |                        |
| Khon Kaen FC       | 0:1                | Chiangrai United       |
| PTT Rayong FC      | 1:1 (4:3 i. E.)    | Esan United FC         |
| Samut Songkhram FC | 1:0                | Raj Pracha Thailand FC |
| TTM Chiangmai FC   | 1:1 (2:3 i. E.)    | Nakhon Ratchasima FC   |
| Songkhla FC        | 2:1                | Bangkok United         |

## Achtelfinale
|                    | Ergebnis        |                      |
| ------------------ | --------------- | -------------------- |
| 29. August 2012    |                 |                      |
| Muangthong United  | 2:0             | Nakhon Ratchasima FC |
| PTT Rayong FC      | 0:0 (1:3 i. E.) | Army United          |
| Chiangrai United   | 2:2 (5:4 i. E.) | Police United        |
| Songkhla FC        | 0:1             | Suphanburi FC        |
| Buriram United     | 7:1             | Ratchaburi Mitr Phol |
| BEC Tero Sasana FC | 3:1             | Samut Songkhram FC   |
| Bangkok Glass      | 1:0             | Chainat FC           |
| Ayutthaya FC       | 2:1             | Thai Port FC         |

## Viertelfinale
|                  | Ergebnis  |                    |
| ---------------- | --------- | ------------------ |
| 3. Oktober 2012  |           |                    |
| Army United      | 3:2       | Muangthong United  |
| Chiangrai United | 3:1 n. V. | Suphanburi FC      |
| Buriram United   | 3:0       | BEC Tero Sasana FC |
| Ayutthaya FC     | 1:2       | Bangkok Glass      |

## Halbfinale
|                      | Ergebnis |               |
| -------------------- | -------- | ------------- |
| 24./25. Oktober 2012 |          |               |
| Chiangrai United     | 1:2      | Army United   |
| Buriram United       | 2:0      | Bangkok Glass |

## Finale
| Paarung        | Army United – Buriram United |
| Ergebnis       | 1:2 (0:1) |
| Datum          | 4. November 2012 |
| Stadion        | Suphachalasai Stadium, Bangkok |
| Schiedsrichter | Toshimitsu Yoshida ( Japan) |
| Tore           | 0:1 Goran Jerković (32.) 0:2 Goran Jerković (62.) 1:2 Issarapong Lilakorn (81.) |
| Army United    | Watcharapong Klahan – Pakasit Saensook (61. Danny Invincibile), Daniel Blanco, Chaiwat Nak-iem, Dawuth Dinkhet, Weerapong Moolkamsan – Björn Lindemann, Narong Jansawek (72. Wanchana Rattana), Nipol Kamthong (44. Issarapong Lilakorn), Alessandro Diogo Alves – Tatree Seeha Cheftrainer: Panipol Kerdyam   |
| Buriram United | Siwarak Tedsungnoen – Apichet Puttan , Osmar Ibáñez, Pratum Chuthong, Theerathon Bunmathan – Yves Ekwalla Herman (57. Đorđije Ćetković), Jakkaphan Kaewprom (71. Jirawat Makarom), Anthony Ampaipitakwong, Surat Sukha – Adisak Kraisorn, Goran Jerković (82. Frank Acheampong) Cheftrainer: Attaphol Buspakom |
| Gelbe Karten   | Nipol Kamthong (40.), Narong Jansawek (64.) – Apichet Puttan (26.), Surat Sukha (46.), Đorđije Ćetković (90.+2') |

### Auswechselspieler
| Auswechselspieler | Auswechselspieler |
| --- | --- |
| Army United | Buriram United |
| - Suwittaya Namsinlark - Tragronchat Thongbai - Wanchana Rattana (72.) ▲ - Danny Invincibile (61.) ▲ - Issarapong Lilakorn (44.) ▲ - Kraisorn Sriyan - Kristsada Kemden | - Yotsapon Teangdar - Chitipat Tanklang - Sirisak Faidong - Ekkachai Sumrei - Jirawat Makarom (71.) ▲ - Đorđije Ćetković (57.) ▲ - Frank Acheampong (82.) ▲ |